# Station Bilbrook
Bilbrook is een spoorwegstation van National Rail in Bilbrook, South Staffordshire in Engeland. Het station is eigendom van Network Rail en wordt beheerd door West Midland Trains. Het station in geopend in 1934.